# MaYaN
MaYaN, parfois stylisé Mayan, est un groupe de metal symphonique néerlandais. Il est formé en 2010 par Mark Jansen (Epica, ex-After Forever) et deux anciens membres d'After Forever, Jack Driessen et Sander Gommans. Orienté vers un death metal plutôt technique, le groupe sort en 2011 son premier album, intitulé Quarterpast.

## Biographie

### Débuts (2010)
Au printemps 2010, Mark Jansen, Jack Driessen et Sander Gommans, tous trois anciens membres d'After Forever, décident de créer un nouveau projet de metal symphonique. Les sessions suivantes définissent une ligne musicale orientée vers le death metal technique, allié aux arrangements symphoniques caractérisant leurs anciens groupes. Sander n'estime toutefois ne pas avoir le temps de s'investir dans ce nouveau groupe, et est remplacé par Frank Schiphorst. 
Le groupe, bientôt nommé MaYaN à cause de la fascination de Jansen pour la civilisation maya, est complété par Isaac Delahaye (Epica), Jeroen Paul Thesseling (Pestilence) et Ariën van Weesenbeek (Epica).

### Quarterpast(2011–2012)
MaYaN signe un contrat avec Nuclear Blast à la fin de 2010, et entre en studio pour réaliser leur premier album avec Sascha Paeth comme producteur. L'album, intitulé Quarterpast, sort le 19 mai 2011. Y participent, en tant qu'invitées, les chanteuses Simone Simons (Epica), Floor Jansen (After Forever, ReVamp) et Laura Macri, une chanteuse d'opéra italienne. À la suite de l'enregistrement de l'album, Jeroen Thesseling quitte le groupe,  pensant pas pouvoir s'y investir à plein temps. Il est remplacé par Rob van der Loo (ex-Delain, Epica).

### Antagonise(depuis 2013)
Le 27 janvier 2013, le groupe annonce sur son compte Twitter qu'ils commenceront à écrire de nouvelles chansons courant février. En septembre, les démos sont en cours d'enregistrement. Le nouvel album nommé Antagonise sort finalement le 31 janvier 2014 sur le label Nuclear Blast. Le 4 février 2014, ils publient une vidéo lyrique du nouveau single Human Sacrifice.

## Membres

### Membres actuels
- Mark Jansen - grunts, screams (depuis 2010)
- Ariën van Weesenbeek - batterie, grunts (depuis 2010)
- Jack Driessen - claviers, screaming (depuis 2010)
- Frank Schiphorst - guitare (depuis 2010)
- Laura Macrì - soprano (depuis 2013, tournée en 2011–2012)
- Henning Basse - chant (depuis 2013 tournée en 2011–2012)
- Merel Bechtold - guitare (depuis 2013)
- Roel Käller - basse (depuis 2016)
- George Oosthoek - grunts (depuis 2016)
- Marcela Bovio - chant (depuis 2017, tournée dès 2014)

### Anciens membres
- Sander Gommans - guitare (2010)
- Jeroen Paul Thesseling - basse (2010-2011)
- Isaac Delahaye – guitare (2010-2013)
- Rob van der Loo – basse (2011–2015)

### Musiciens invités
- Simone Simons - chant
- Floor Jansen - chant